# Teeter
『teeter』（ティーター）は、日本のシンガーソングライター須田景凪の1枚目のEP。2019年1月16日発売。発売元はワーナーミュージック・ジャパン系列のunBORDE。

## 概要
前作『Quote』から約1年ぶりのアルバムリリースとなり、本作品のリリースを以て須田景凪はワーナーミュージック・ジャパンのunBORDEよりメジャーデビューを果たした。ミニアルバムのリリースは須田景凪名義の作品では初となる。
発売前の2019年1月7日にYouTube上で本作のクロスフェード動画が公開された。
初回限定版には20pブックレットと「mock」のフルMVと「Dolly」のMVが収録されているDVDが収録された。
2021年2月3日にリリースされるメジャー1枚目のフルアルバム『Billow』には、本作からの楽曲は収録されない。

## 収録曲
| 全作詞・作曲・編曲: 須田景凪。 |                  |          |            |      |
| #                              | タイトル         | 作詞     | 作曲・編曲 | 時間 |
| 1.                             | 「mock」         | 須田景凪 | 須田景凪   | 3:43 |
| 2.                             | 「パレイドリア」 | 須田景凪 | 須田景凪   | 3:42 |
| 3.                             | 「farce」        | 須田景凪 | 須田景凪   | 3:25 |
| 4.                             | 「Dolly」        | 須田景凪 | 須田景凪   | 3:54 |
| 5.                             | 「レソロジカ」   | 須田景凪 | 須田景凪   | 3:33 |
| 6.                             | 「浮花」         | 須田景凪 | 須田景凪   | 3:23 |
| 合計時間:                      | 合計時間:        | 21:42    |            |      |

| 監督: アボガド6。 |                          |      |            |
| #                 | タイトル                 | 作詞 | 作曲・編曲 |
| 1.                | 「「mock」Music Video」  |      |            |
| 2.                | 「「Dolly」Music Video」 |      |            |

## 演奏
- 須田景凪：Guitar (#1.2.3.4)
- モリシー (Awesome City Club)
  - Guitar (#1.2.3.4)
  - Bass (#4)
- 村田シゲ：Bass (#1.2.3)
- 長島涼平 (フレンズ／the telephones)：Bass (#5)
- 堀正輝：Drums